# Лимацелла клейкая
Лимаце́лла кле́йкая (лат. Limacella glioderma) — гриб рода Лимацелла (Limacella) семейства Мухоморовые (Amanitaceae). Съедобна.

## Описание
Шляпка диаметром 2—6 см, тонкая, колокольчатая, позже от выпуклой до плоско-распростёртой, с тонким зубчатым краем. Кожица слизистая, гладкая, красновато-бурая, более тёмная в середине, с возрастом выцветает до серо-жёлтой.
Мякоть белая, слегка краснеет на срезе, с сильным запахом и вкусом муки.
Пластинки свободные, частые, широкие, белые или кремоватые. Имеются прожилки на поверхности и пластиночки.
Ножка центральная, цилиндрическая, размерами 4—8×0,4—0,7 см, в середине слегка утолщённая, выполненная, позже может быть с полостями. Поверхность беловатая или одноцветная со шляпкой, покрыта красноватыми чешуйками, ниже кольца хлопьевидно-волокнистая.
Остатки покрывал: вольва отсутствует, кольцо беловатое, шелковистое, снаружи с красноватыми чешуйками.
Споровый порошок белый.
Микроскопические признаки:
Споры округлые, диаметром 4—5 мкм, гладкие, бесцветные.
Базидии четырёхспоровые, булавовидные, размерами 25—30×6—7 мкм.
Трама пластинок неправильного типа, состоит из гиф диаметром 4—9 мкм.

## Экология и распространение
Растёт в лиственных, иногда в хвойных лесах, в садах и парках, встречается редко.
Известна в умеренном поясе Европы, в Японии и на Дальнем Востоке России (Приморский край), в Северной Америке (США); в европейской части России встречается в Московской и Ленинградской областях.
Сезон июль — октябрь.

## Сходные виды
- Лимацелла капельная (Limacella guttata) больше размерами, со светлоокрашенной шляпкой.
- Лимацелла нежная (Limacella delicata) отличается невыцветающей шляпкой, слабым запахом. Съедобность этого вида не изучена.